# Wosschajewka
Wosschajewka (russisch Возжа́евка) ist ein Dorf (selo) in der Oblast Amur (Russland) mit 5551 Einwohnern (Stand 1. Oktober 2021).

## Geographie
Der Ort liegt etwa 100 km Luftlinie nordöstlich des Oblastverwaltungszentrums Blagoweschtschensk in der Seja-Bureja-Ebene.
Wosschajewka gehört zum Rajon Belogorski und ist von dessen Verwaltungssitz Belogorsk etwa 25 km in südöstlicher Richtung entfernt. Es ist Sitz und einzige Ortschaft der Landgemeinde Wosschajewski selsowet.

## Geschichte
Das bereits seit dem 19. Jahrhundert existierende Dorf wuchs insbesondere in den 1970er-Jahren erheblich im Zusammenhang mit dem Ausbau des gleichnamigen Militärflugplatzes etwa 6 km nordöstlich des Ortes. Von 1980 bis 1995 besaß Wosschajewka den Status einer Siedlung städtischen Typs. Ende der 2000er-Jahre wurde der Stützpunkt der Russischen Luftstreitkräfte aufgelöst.

### Bevölkerungsentwicklung
| Jahr | Einwohner |
| ---- | --------- |
| 1979 | 6827      |
| 1989 | 7952      |
| 2002 | 7280      |
| 2010 | 6027      |
| 2021 | 5551      |

Anmerkung: Volkszählungsdaten

## Verkehr
In Wosschajewka befindet sich eine Station der auf diesem Abschnitt 1914 als Teil der Amureisenbahn Kuenga – Chabarowsk in Betrieb genommenen Transsibirischen Eisenbahn (Streckenkilometer 7893 ab Moskau). Nördlich des Ortes führt die Fernstraße M58 Amur von Tschita nach Chabarowsk vorbei, Teil der transkontinentalen Straßenverbindung.